# Aspen Ladd
Aspen Ladd (* 1. März 1995 in Pioneer, Kalifornien) ist eine US-amerikanische MMA-Kämpferin, welche im Bantamgewicht der UFC ihre Kämpfe bestreitet.

## Karriere

### Amateur
Am 15. März 2013, kurz nach ihrem 18. Geburtstag, gab Aspen Ladd ihr Amateur-Debüt gegen Jaimee Nievera. Nach zwei Minuten und 14 Sekunden in der zweiten Runde konnte Ladd den Kampf durch einen Armbar vorzeitig beenden. In insgesamt neun Amateur-Kämpfen sammelte Ladd Erfahrung für ihre spätere Profikarriere. Acht davon konnte sie für sich entscheiden, sechs beendete sie vorzeitig.

### Invicta FC
Im Dezember 2014 unterschrieb Aspen Ladd bei Invicta Fighting Championships.
Ihr Profidebüt gab sie bei Invicta FC 11 am 27. Februar 2015 gegen Ana Carolina Vidal, welche sie in der ersten Runde besiegte.
Nach knapp zwei Jahren und insgesamt fünf Kämpfen bei Invicta verließ Ladd die Organisation ungeschlagen.

### Ultimate Fighting Championship
Aspen Ladd gab ihr UFC-Debüt bei der UFC Fight Night 118 am 21. Oktober 2017 gegen Lina Lansberg. Nach zwei Minuten und 33 Sekunden in der zweiten Runde gewann Ladd per technischem Knockout durch Schläge.
Am 6. Oktober 2018 kämpfte Ladd gegen Tonya Evinger bei UFC 229. Der Kampf war ein Aufeinandertreffen von zwei Generationen. Mit 25 professionellen Kämpfen und einem MMA-Rekord von 19 Siegen und 6 Niederlagen kam die 14 Jahre ältere Evinger mit deutlich mehr Erfahrung in den Octagon als die 23-jährige Aspen Ladd. Nichtsdestotrotz gewann Ladd in der ersten Runde durch ein technisches Knockout durch Schläge. Für ihre Leistung bekam sie die Auszeichnung Performance of the Night.
Bei der UFC Fight Night 152 am 18. Mai 2019 kämpfte Aspen Ladd gegen Sijara Eubanks, die sie bereits bei Invicta FC 21 durch eine einstimmige Punktentscheidung besiegen konnte. Auch in diesem Kampf gewann Ladd erneut durch eine einstimmige Punktentscheidung. Der Kampf wurde als Fight of the Night ausgezeichnet.
Am 13. Juli 2019 kämpfte Ladd im Hauptkampf der UFC Fight Night 155 gegen die elf Jahre ältere Germaine de Randamie. Die niederländische MMA-Kämpferin gewann durch einen technischen Knockout nach 16 Sekunden in der ersten Runde gegen Aspen Ladd.

## MMA-Statistik

### Liste der Profikämpfe
| Ergebnis   | Profi-Rekord | Gegner               | Datum              | Veranstaltung                              | Methode                        | Runde | Zeit |
| ---------- | ------------ | -------------------- | ------------------ | ------------------------------------------ | ------------------------------ | ----- | ---- |
| Sieg       | 1-0          | Ana Carolina Vidal   | 27. Februar 2015   | Invicta FC 11 – Cyborg vs. Tweet           | TKO (Schläge/Ellenbogen)       | 1     | 4:21 |
| Sieg       | 2-0          | Amanda Bobby Cooper  | 12. September 2015 | Invicta FC 14 – Evinger vs. Kianzad        | Aufgabe (Armbar)               | 2     | 4:42 |
| Sieg       | 3-0          | Kelly McGill-Velasco | 11. März 2016      | Invicta FC 16 – Hamasaki vs. Brown         | TKO (Ellenbogen/Schläge)       | 3     | 1:47 |
| Sieg       | 4-0          | Jessica Hoy          | 29. Juli 2016      | Invicta FC 18 – Grasso vs. Esquibel        | TKO (Ellenbogen/Schläge)       | 2     | 3:14 |
| Sieg       | 5-0          | Sijara Eubanks       | 14. Januar 2017    | Invicta FC 21 – Anderson vs. Tweet         | Punktentscheidung (einstimmig) | 3     | 5:00 |
| Sieg       | 6-0          | Lina Lansberg        | 21. Oktober 2017   | UFC Fight Night 118 – Cerrone vs. Till     | TKO (Schläge)                  | 2     | 2:33 |
| Sieg       | 7-0          | Tonya Evinger        | 6. Oktober 2018    | UFC 229 – Nurmagomedov vs. McGregor        | TKO (Schläge)                  | 1     | 3:26 |
| Sieg       | 8-0          | Sijara Eubanks       | 18. Mai 2019       | UFC Fight Night 152 – Dos Anjos vs. Lee    | Punktentscheidung (einstimmig) | 3     | 5:00 |
| Niederlage | 8-1          | Germaine de Randamie | 13. Juli 2019      | UFC Fight Night 155 – De Randamie vs. Ladd | TKO (Schläge)                  | 1     | 0:16 |
| Sieg       | 9-1          | Yana Kunitskaya      | 7. Dezember 2019   | UFC on ESPN 7 – Overeem vs. Rozenstruik    | TKO (Schläge)                  | 3     | 0:33 |

### Liste der Amateurkämpfe
| Ergebnis   | Profi-Rekord | Gegner                 | Datum            | Veranstaltung                          | Methode                        | Runde | Zeit |
| ---------- | ------------ | ---------------------- | ---------------- | -------------------------------------- | ------------------------------ | ----- | ---- |
| Sieg       | 1-0          | Jaimee Nievera         | 15. März 2013    | Montbleu Resort & WFC: MMA at the Lake | Aufgabe (Armbar)               | 2     | 2:14 |
| Sieg       | 2-0          | Michelle Mix           | 13. April 2013   | Ultimate Reno Combat 40                | Aufgabe (Armbar)               | 1     | 1:08 |
| Sieg       | 3-0          | Karla Gonzalez-Santoyo | 1. Juni 2013     | Ultimate Reno Combat 41                | TKO (Schläge)                  | 1     | 2:08 |
| Sieg       | 4-0          | Veronica Carousos      | 20. Juli 2013    | Ultimate Reno Combat 42                | Aufgabe (Armbar)               | 1     | 0:25 |
| Sieg       | 5-0          | Leslie Rodriguez       | 3. August 2013   | West Coast Fighting Championships 6    | Punktentscheidung (einstimmig) | 3     | 3:00 |
| Sieg       | 6-0          | Silvia Babaeghian      | 5. Oktober 2013  | Ultimate Reno Combat 44                | Punktentscheidung (einstimmig) | 3     | 3:00 |
| Sieg       | 7-0          | Maddy Simmons          | 15. Februar 2014 | WFC 8: Avila vs. Berkovic              | TKO (Schläge)                  | 1     | 2:02 |
| Niederlage | 7-1          | Cynthia Calvillo       | 26. April 2014   | WFC 9: Mitchell vs. Jara               | Punktentscheidung (einstimmig) | 3     | 3:00 |
| Sieg       | 8-1          | Roma Pawelek           | 1. August 2014   | Tuff-n-uff                             | Aufgabe (Guillotine)           | 1     | 2:54 |